# Llansawel
Llansawel est un village et une communauté du Carmarthenshire, au pays de Galles.

## Géographie
Le village de Llansawel se situe dans le nord du Carmarthenshire. Les villes les plus proches sont Lampeter à une quinzaine de kilomètres au nord, Llandeilo à une quinzaine de kilomètres au sud et Llandovery à une vingtaine de kilomètres à l'est.
La communauté de Llansawel comprend également le village d'Edwinsford, situé à quelques kilomètres au sud-est de Llansawel, à l'endroit où la route B4337 franchit l'Afon Cothi (en) en direction de Talley.

## Démographie
Au recensement de 2011, la communauté de Llansawel comptait 438 habitants.

## Culture locale et patrimoine

### Lieux et monuments
L'église anglicane du village, dédiée à saint Sawel, remonte à la fin du XIIIe siècle ou au début du XIVe siècle. Restaurée entre 1887 et 1890, elle constitue un monument classé de grade II depuis 1966.

### Personnalités liées
Parmi les natifs de Llansawel :
- l'universitaire John Williams (en), principal du Jesus College de l'université d'Oxford de 1602 à sa mort[3] ;
- le philosophe Griffith Powell (en) (1560/1571-1620), qui lui succède à la tête du Jesus College de 1613 à 1620[4].
- l'écrivain nationaliste D. J. Williams (en) (1885-1970), cofondateur du Plaid Cymru en 1925[5].